# Tűzoltó berendezés

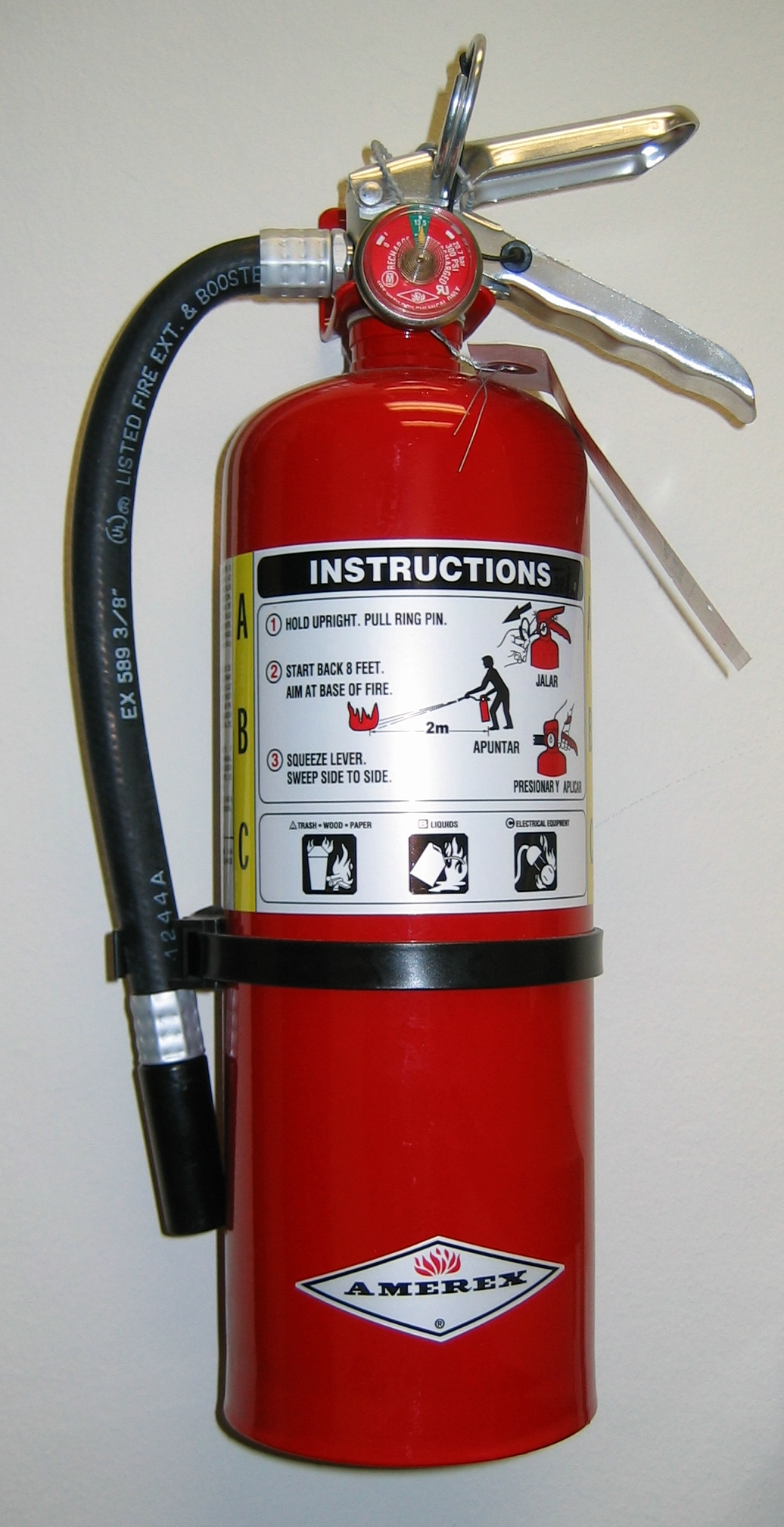
Kézi tűzoltó készülék

A tűzoltó berendezés a tűzvédelem eszköze, a tűz oltására szolgál.

## Beépített tűzoltó berendezés
A beépített tűzoltó berendezés olyan tűzvédelmi eszköz, mely a tűz helyszínén, az épület szerkezetébe beépítve végzi el a feladatát.
Előnye, hogy a teljes védett terület folyamatos felügyelet alatt áll, a rendelkezésre álló paraméterek alapján, objektíven értékeli az adatokat. A beépített berendezések teszik lehetővé a legkorábbi jelzés és beavatkozás lehetőségét, amely a legcélszerűbb és leghatékonyabb lehet, az emberi életek veszélyeztetése nélkül.
Hátránya viszonylagos drágasága, folyamatosan ellenőrizni és karbantartani kell, felszerelése általában építészeti átalakítást igényel. 100%-os biztonságot nem nyújt, mivel a berendezések műszaki meghibásodása nem zárható ki.

### Sprinkler
A sprinkler berendezés beépített, önműködő, vízzel oltó zuhanyberendezés, amely tűzjelzőként is funkcionál. A védett területen csőhálózatot építenek ki, melyen szórófejek vannak. A szórófejek készenléti állapotban le vannak zárva egy hőre oldódó elemmel. A vezetékrendszer nyomás alatt van. Tűz esetén a fejlődő hő kioldja a záróelemet, és megnyílik a szelep. A nyomásesés tűzjelzést ad.
A berendezés elemei a sprinklerközpont, a csőhálózat, a szórófej. A szórófej lövőkéből, az ezt lezáró, hő hatására nyitó elemből elemből és a szórótányérból áll.
A sprinkler berendezés kockázati osztályai – MSZ 9781:1987 (visszavonva 2008. 09. 01.) szerint:
- K1: nem ipari rendeltetésű, kis kockázatú védett szakasz
- K2: közepes kockázatú védett szakasz
- K3: ipari rendeltetésű nagy kockázatú védett szakasz
- K4: raktári rendeltetésű védett szakasz

A sprinkler berendezés fajlagos szórásfelülete (egy sprinklerrel legnagyobb hatásosan védhető felület) 9-21 négyzetméter, jellemző még a berendezéssel egy időben védhető legnagyobb felület, illetve az üzemeltethetőség időtartama percben kifejezve.
A nedves rendszer csőhálózata nyomás alatti vízzel van feltöltve. Nagy hőingadozású építményeknél alkalmazzák a száraz rendszerű sprinkler berendezést, ilyenkor a szórófej nyitásakor a sűrített levegő távozik, és a nyomáscsökkentés elindítja a vízbetáplálást, majd az oltást.

## Tűzoltó készülékek
A tűzoltó készülékekkel a bennük lévő oltóanyagot az ugyancsak bennük levő nyomás hatására irányíthatóan lehet a tűz fészkére kilövellni. Típusai: vízzel, habbal, porral, szén-dioxiddal és halonnal oltó készülékek.
A tűzoltó készülékeken fel kell tüntetni azt, hogy legfeljebb mekkora tűz oltására használható. Ennek a minősítésnek 3 kategóriája létezik, amit az alábbi egységtüzekkel jellemeznek:
- A: meghatározott méretű, darabszámú 10-15% nedvességtartalmú erdei fenyő hasábokból összerakott máglya tüzét kell eloltani
- B: megadott méretű tálcatűz 1/3 rész vízrétege 2/3 rész benzin, melyet a gyújtástól számított egyperces előégetés után kell eloltani
- C: egy 33 kg-os propán-bután gázpalackra kötött meghatározott méretű cső végén kiáramló gáz meggyújtásával létrehozott tüzet kell eloltani

A tűzoltó készülékeken fel kell tüntetni a készülék megnevezését (töltet minősége és mennyisége), rajzos és szöveges kezelési utasítást, az oltható tűzosztályok jelképét, a veszélyekre történő figyelmeztetést.
Tűzoltó készülékek elhelyezéséről az Országos tűzvédelmi szabályzat rendelkezik.

### Víz
Ott alkalmazható, ahol az előfordulható tüzek döntően “A” tűzosztályba tartoznak (pl. papír, fa, szén, szalma stb.).

### Hab
Általában olyan helyeken alkalmazható, ahol szilárd éghető anyagok, éghető folyadékok és gumi tüzek is előfordulhatnak.

### Porral oltó
A porral oltó készülékek (köznyelven: poroltó) közül a “BC” töltetű készülékek elsősorban tűzveszélyes folyadékok és gáztüzek oltásához, míg az “ABC” töltetű készülékek – a fentieken túlmenően – lánggal és parázslással égő szilárd anyagok tüzének az oltására alkalmasak. Feszültség alatti berendezések tüzeinek oltására általában 1 kV-ig, egyes típusok 35 kV feszültségig alkalmazhatók. A mezőgazdaságban használatos erőgépeknél, illetve munkagépeknél kizárólag ABC porral oltó alkalmazható. A fémtüzek oltására speciális oltópor szükséges.

### Szén-dioxiddal oltó
A szén-dioxiddal oltó berendezés előnye, hogy a szén-dioxid olcsó, jó elektromos szigetelő, és nem okoz maradandó szennyeződést. Hátránya, hogy az oltáshoz nagy mennyiség kell és statikus feltöltődési hajlama miatt robbanásveszélyes légtérben nem alkalmazható.
A nagynyomású szén-dioxid-oltóberendezés a jelző és indító berendezésből, a csővezetékből, a szerelvényekből és fúvókáól, illetve az oltóközpontból áll. Az oltóközpontban helyezik el a szén-dioxid-palackokat.

### Halonnal oltó
A halonnal oltó berendezésnél tűzjelzés esetén a vezérlőegység egy robbanó patron elsütésével indítja a halontartályt, amely 8-10 másodperc alatt kiürül.
A rendszer részei a tűzjelző hálózat, a vezérlőegység és a halontartályok a csővezetékekkel és fúvókákkal.

## Kismotorfecskendő
A kismotorfecskendő oltóvíz szállítására szolgáló eszköz. Részei a hordozható állvány, a belső égésű motor az indító-, gyújtó- és hűtőrendszerével, üzemanyag tartályával, illetve a szivattyú az ellenőrző műszerekkel, csatlakozó csonkokkal, légtelenítővel.

## Tűzoltó gépjárművek
A tűzoltó gépjárművek olyan eszközök, melyekkel tűz és kár esetén a lehető leggyorsabban a helyszínre vonulhat a tűzoltóság, és a járműveken szállított oltóanyaggal és felszerelésekkel hatékonyan beavatkozhat.
A gépjárművek fő része a gépjárműfecskendő, amellyel az oltás történik. Ezekkel 3 alapművelet végezhető el:
- vízüzem tartályról, felszívással, táplálással
- habüzem tartályról, felszívással, táplálással
- tartálytöltés külső csonkon vagy szivattyún keresztül

A gépjárműfecskendőket 4 kategóriába sorolhatjuk az oltás intenzitása szerint:
- könnyű: legalább 2 vízsugár vagy 1 habsugár
- közepes: 2 alapvezeték, valamint 4 vízsugár vagy 2 habsugár
- nehéz: 4 alapvezeték, valamint 8 vízsugár vagy 4 habsugár
- félnehéz: a középkategóriának megfelelő szivattyú teljesítménnyel, de növelt víztartály térfogattal

A habbal oltó gépjármű a tartályában csak habképző anyagot szállít. Az oldat előállításához szükséges vizet az oltás helyszínén kell biztosítani.
A porral oltó gépjárművek oltási távolsága pisztollyal 4-5 méter, ágyúval 30-50 méter.